# Casa de D. Miguel
A Casa de D. Miguel, também conhecida por Vila Cacilda, é uma casa do século XVIII localizada em Queijas, no município de Oeiras, distrito de Lisboa.
Segundo a tradição era aqui que D. Miguel se instalava quando ia a Queijas para caçadas.
O edifício tem dois pisos, no inferior, que possivelmente seria uma antiga capela, existem painéis de azulejos azuis e brancos, de cerca de 1740, com cenas do Cântico dos Cânticos. No piso superior, alguns dos compartimentos também têm azulejos com paisagens e cenas galantes.
Está classificada como Imóvel de Interesse Público (Dec. 5/2002, DR 42, 1.ª série-B, de 19 de Fevereiro de 2002).